# Oppedette
Oppedette – miejscowość i gmina we Francji, w regionie Prowansja-Alpy-Lazurowe Wybrzeże, w departamencie Alpy Górnej Prowansji.

## Demografia
Według danych na rok 1990 gminę zamieszkiwało 38 osób, a gęstość zaludnienia wynosiła 4 osoby/km². W styczniu 2015 r. Oppedette zamieszkiwały 62 osoby, przy gęstości zaludnienia wynoszącej 6,5 osób/km².